# Brigt Rykkje
Johan Ingebrigt (Brigt) Rykkje (Bergen, Noorwegen, 16 juni 1975) is een Nederlandse oud-langebaanschaatser. Rykkje was vooral een specialist op de langere afstanden, de vijf en tien kilometer. Zijn jongere broer Bjarne was juist een sprinter. Het sportieve hoogtepunt voor Rykkje is een bronzen medaille op de 10.000 meter op de WK Afstanden van 2007.

## Biografie

### Jeugd
Rykkje werd geboren als oudste zoon van zijn Noorse vader en Nederlandse moeder. De eerste vijf jaar van zijn leven bracht hij in Noorwegen door. In december 1980 verhuisde de familie Rykkje naar Nederland.
Zijn schaatscarrière begon hij bij de IJsclub Haarlem. In 1992 nam hij voor het eerst deel aan het NK-junioren (B). Hij wordt negende in het overall klassement en vijfde op de afsluitende drie kilometer. Het jaar erna wordt Brigt op het NK-A-Junioren slechts 11e. Dit is niet voldoende om in aanmerking te komen voor de Jong-Oranje selectie.

### Schaatscarrière
Tijdens het seizoen 1993-1994 zorgt een vierde plek tijdens het NK-junioren in Groningen dat Brigt wordt aangewezen als reserve naar het WK in Berlijn. Hij komt niet in actie omdat geen van de aangewezen Nederlanders uitvalt.
Tijdens een jeugdinterland in Hamar in het seizoen 1995-1996, wordt hij opgemerkt door een Noorse ijsclub "Hardanger". Vanaf het seizoen erna zou hij proberen voor Noorwegen uit te komen op de World Cup.
Het seizoen 1996-1997 begint positief, Brigt verbetert een aantal keer zijn persoonlijke records. Tijdens de selectiewedstrijden in zijn geboorteplaats Bergen lukt het hem niet zich te plaatsen voor de eerste World Cup-wedstrijden. Hij krijgt later in Hamar alsnog een kans om zijn debuut te maken bij de World Cups, ditmaal met succes. Hij rijdt zowel op de vijf en tien kilometer een PR en plaatst zich voor de A-groep. Tijdens het Noorse Allround kampioenschap wordt hij tweede en plaatst zich voor het EK in Heerenveen. Hij rijdt drie PR's: op de 500, 1500 en de 5000 meter. Zijn zevende plaats op de vijf kilometer is niet voldoende om zich te plaatsen voor de afsluitende tien kilometer.
Tijdens het seizoen van 1997-1998 lijkt Brigt zich te plaatsen voor de vijf en tien kilometer op de Winterspelen in Nagano. Hij voldoet aan de eisen van het Noorse Olympische Comité, de coach besluit uiteindelijk hem alleen te laten starten op de 1500 meter. Hij wordt hier slechts 29e.
Het jaar erna gaat Brigt deel uitmaken van het team van Leen Pfrommer. Hij wordt gedeeld eerste tijdens een World Cup in Hamar. Verder wordt hij 3e op de tien kilometer tijdens de EK en 6e op de WK afstanden.
Naast het schaatsen weet Brigt ook nog tijd te maken om in 1999 zijn HTS Weg- en Waterbouwkunde in Haarlem af te ronden. Om minder energie te verliezen met het heen-en-weer reizen besluit hij voor Nederland uit te gaan komen. Na de zomer gaat hij deel uitmaken van de kernploeg van Gerard Kemkers. Hij plaatst zich voor geen enkele internationale wedstrijd. De daarop volgende jaren lukt het Brigt niet te imponeren als lid van de kernploeg.

### Nieuwe weg
In 2003 besluit Brigt het roer om te gooien, hij stippelt zijn eigen trainingsprogramma uit. In het seizoen 2004-2005 begint de nieuwe route vruchten af te werpen. Hij wordt 6e op de vijf en 3e op de tien kilometer bij de eerste belangrijke wedstrijd van het seizoen, het NK afstanden. Hij mag weer World Cups rijden en verdient een nominatie voor de Olympische Spelen van Turijn. Het lukt hem echter niet om zich uiteindelijk te plaatsen voor de spelen.
Op het WK afstanden van 2007 in Salt Lake City pakt Brigt op de 10 kilometer een bronzen medaille achter Carl Verheijen en de winnaar; Sven Kramer. Ook geeft hij aan dat hij nog lang niet op de top van zijn kunnen is en zeker nog doorgaat met schaatsen. Zo wist hij aan het begin van seizoen 2007/2008 op de 10 kilometer wederom de bronzen medaille op te eisen tijdens het NK Afstanden. Bovendien kreeg hij op 7 februari 2008 voor zijn goede resultaten tijdens de world cup in Kolomna en Hamar een skate-off bewijs voor een laatste ticket voor de WK Afstanden. Die skate-off vond plaats op 16 februari.
Op 23 februari 2009 maakte Rykkje bekend te stoppen met het langebaanschaatsen.

## Persoonlijke records
| Afstand      | Tijd     | Datum            | Baan           |
| ------------ | -------- | ---------------- | -------------- |
| 500 meter    | 37,88    | 30 december 2000 | Heerenveen     |
| 1000 meter   | 1.16,20  | 11 januari 2001  | Inzell         |
| 1500 meter   | 1.50,28  | 16 maart 2001    | Calgary        |
| 3000 meter   | 3.57,82  | 1 november 1998  | Den Haag       |
| 5000 meter   | 6.22,38  | 3 maart 2007     | Calgary        |
| 10.000 meter | 13.06,03 | 10 maart 2007    | Salt Lake City |

## Resultaten
| Jaar | NK Afstanden         | NK Allround | EK Allround | WK Afstanden | Olympische Spelen |
| ---- | -------------------- | ----------- | ----------- | ------------ | ----------------- |
| 1995 | 10e 5000m 7e 10.000m |             |             |              |                   |
| 1996 | 6e 5000m 4e 10.000m  |             |             |              |                   |
| 1997 |                      | *           |             |              |                   |
| 1998 |                      | *           | 14e *       |              | 29e 1500m *       |
| 1999 |                      |             |             | 10e 5000m *  |                   |
| 2000 | 7e 5000m · 10.000m   | 9e          |             |              |                   |
| 2001 | 7e 5000m 4e 10.000m  | 7e          |             |              |                   |
| 2002 | 8e 5000m · 10.000m   | -           |             |              |                   |
| 2003 | 12e 5000m 4e 10.000m |             |             |              |                   |
| 2004 | 11e 5000m 8e 10.000m | 12e         |             |              |                   |
| 2005 | 6e 5000m · 10.000m   | 18e         |             |              |                   |
| 2006 | 10e 5000m 4e 10.000m | 10e         |             |              |                   |
| 2007 | 4e 5000m 4e 10.000m  |             |             | 10.000m      |                   |
| 2008 | 8e 5000m · 10.000m   |             |             |              |                   |
| 2009 | 13e 5000m 6e 10.000m |             |             |              |                   |

* voor Noorwegen uitkomend

### Medaillespiegel
| Kampioenschap | Goud | Zilver | Brons |
| ------------- | ---- | ------ | ----- |
| NK Afstanden  | 0    | 1      | 3     |
| WK Afstanden  | 0    | 0      | 1     |